# Lineáris burok

Egy vektor és lineáris burka,

A lineáris algebrában egy vektortér részhalmazának lineáris burka, más néven lineáris lezártja, generált vektortere azokból a vektorokból áll, amelyek előállnak a részhalmaz elemeinek, mint vektoroknak lineáris kombinációjaként, a vektortér alaptestének elemeivel, mint együtthatókkal. A lineáris burok altér, mégpedig a legkisebb altér, ami a halmaz minden elemét tartalmazza.

## Definíció

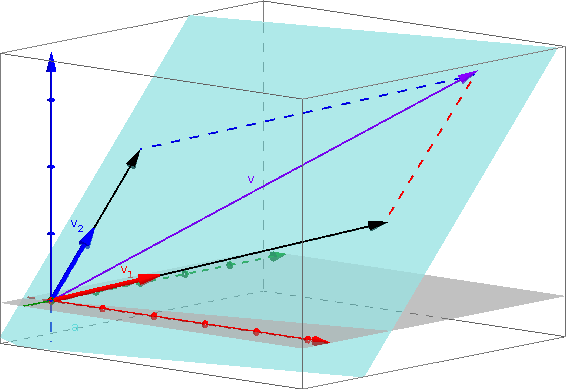
A kék sík a és veltorok lineáris burka. (a két vektor lineáris kombinációja)

### Konstruktív definíció
Legyen {\displaystyle V} vektortér a {\displaystyle K} test fölött, és {\displaystyle A\subset V} részhalmaza a {\displaystyle V} vektortérnek! Ekkor Értelmezés sikertelen (SVG (a MathML egy böngészőkiegészítővel engedélyezhető): Érvénytelen válasz („Math extension cannot connect to Restbase.”) a(z) http://localhost:6011/hu.wikipedia.org/v1/ szervertől:): {\displaystyle A}
 lineáris burka:
Értelmezés sikertelen (SVG (a MathML egy böngészőkiegészítővel engedélyezhető): Érvénytelen válasz („Math extension cannot connect to Restbase.”) a(z) http://localhost:6011/hu.wikipedia.org/v1/ szervertől:): {\displaystyle \langle A \rangle = \left\{ \left.\textstyle\sum\limits_{i=1}^n \lambda_ia_i \right| \lambda_i \in K, a_i \in A, n \in \N \right\}}

A lineáris burok Értelmezés sikertelen (SVG (a MathML egy böngészőkiegészítővel engedélyezhető): Érvénytelen válasz („Math extension cannot connect to Restbase.”) a(z) http://localhost:6011/hu.wikipedia.org/v1/ szervertől:): {\displaystyle a_i}
 elemeinek összes lineáris kombinációja.
Ha Értelmezés sikertelen (SVG (a MathML egy böngészőkiegészítővel engedélyezhető): Érvénytelen válasz („Math extension cannot connect to Restbase.”) a(z) http://localhost:6011/hu.wikipedia.org/v1/ szervertől:): {\displaystyle A}
 véges, akkor a definíció a következőre egyszerűsödik:
{\displaystyle \langle \{a_{1},a_{2},\dotsc ,a_{n}\}\rangle =\{\lambda _{1}a_{1}+\lambda _{2}a_{2}+\dotsb +\lambda _{n}a_{n}\mid \lambda _{1},\lambda _{2},\dotsc ,\lambda _{n}\in K\}}.
Az üres halmaz lineáris burka a nullvektortér, vagyis
Értelmezés sikertelen (SVG (a MathML egy böngészőkiegészítővel engedélyezhető): Érvénytelen válasz („Math extension cannot connect to Restbase.”) a(z) http://localhost:6011/hu.wikipedia.org/v1/ szervertől:): {\displaystyle \operatorname{span}( \emptyset ) = \{0\}}
,
mivel vektorok üres összege definíció szerint a nullvektor.

### További definíciók
A konstruktív definícióval ekvivalens definíciók:
- Egy {\displaystyle V} vektortér {\displaystyle A} részhalmazának lineáris burka a legkisebb vektortér, ami tartalmazza az {\displaystyle A} halmazt
- Egy {\displaystyle V} vektortér {\displaystyle A} részhalmazának lineáris burka az a vektortér, ami előáll az {\displaystyle A} halmazt tartalmazó alterek metszeteként

### Jelölés
Egy {\displaystyle A} halmaz lineáris burkának jelölése {\displaystyle \operatorname {span} (A)}, vagy {\displaystyle \operatorname {span} {[a_{1},a_{2},\dots ,a_{n}]}}, ha {\displaystyle A} véges. 

## Tulajdonságok
Legyenek {\displaystyle A} és {\displaystyle B} részhalmazok a {\displaystyle K} test fölötti {\displaystyle V} vektortérben; ekkor:
- {\displaystyle A\subseteq \operatorname {span} (A)}
- {\displaystyle A\subseteq B\Rightarrow \operatorname {span} (A)\subseteq \operatorname {span} (B)}
- {\displaystyle \operatorname {span} (A)=\operatorname {span} (\operatorname {span} (A))}

Mivel ezek a tulajdonságok teljesülnek, azért a lineáris burokképzés burokoperátor.
Teljesülnek továbbá:
- Egy {\displaystyle V} vektortér részhalmazának lineáris burka altere Értelmezés sikertelen (SVG (a MathML egy böngészőkiegészítővel engedélyezhető): Érvénytelen válasz („Math extension cannot connect to Restbase.”) a(z) http://localhost:6011/hu.wikipedia.org/v1/ szervertől:): {\displaystyle V}
-nek
- Egy {\displaystyle V} vektortér {\displaystyle U} alterének lineáris burka {\displaystyle U}
- Vektorok egy halmaza lineáris burkának generátorrendszere. Ha vektorok egy halmaza generál egy alteret, akkor a vektorhalmaz lineáris burka az altér.
- Két altér, Értelmezés sikertelen (SVG (a MathML egy böngészőkiegészítővel engedélyezhető): Érvénytelen válasz („Math extension cannot connect to Restbase.”) a(z) http://localhost:6011/hu.wikipedia.org/v1/ szervertől:): {\displaystyle U_1, U_2}
 összege, {\displaystyle U_{1}+U_{2}=\{u_{1}+u_{2}\mid u_{1}\in U_{1},u_{2}\in U_{2}\}} uniójuk lineáris burka. Tehát Értelmezés sikertelen (SVG (a MathML egy böngészőkiegészítővel engedélyezhető): Érvénytelen válasz („Math extension cannot connect to Restbase.”) a(z) http://localhost:6011/hu.wikipedia.org/v1/ szervertől:): {\displaystyle U_1 + U_2 = \operatorname{span} ( U_1 \cup U_2 )}
- Legyen egy vektortér altereinek halmaza {\displaystyle T}; ekkor bevezethető egy kétaritású művelet, ami veszi az operandusok uniójának lineáris burkát. Ennek a duális művelete a metszetképzés. Ezekkel a műveletekket Értelmezés sikertelen (SVG (a MathML egy böngészőkiegészítővel engedélyezhető): Érvénytelen válasz („Math extension cannot connect to Restbase.”) a(z) http://localhost:6011/hu.wikipedia.org/v1/ szervertől:): {\displaystyle T}
 háló.
- Ha {\displaystyle U,V} ugyanannak a térnek az altere, akkor a lineáris burokra teljesül a dimenziótétel:

{\displaystyle \dim(U+V)+\dim(U\cap V)=\dim U+\dim V}.

## Példák
- Egyetlen {\displaystyle a\in \mathbb {R} ^{2}\setminus \{(0,0)\}} vektor {\displaystyle \operatorname {span} (a)} lineáris burka egy origón áthaladó egyenes
- A {\displaystyle (3,0,0)} és a {\displaystyle (0,2,0)} vektorok az {\displaystyle \mathbb {R} ^{3}} vektortérnek. Lineáris burkuk {\displaystyle \operatorname {span} ((3,0,0),(0,2,0))} éppen az {\displaystyle x}-{\displaystyle y} sík.
- Legyen {\displaystyle K[[X]]=\left\{\left.\textstyle \sum \limits _{k=0}^{\infty }\lambda _{k}X^{k}\right|(\lambda _{k})_{k\in \mathbb {N} _{0}}\in K^{\mathbb {N} _{0}}\right\}} a formális hatványsorok vektortere a {\displaystyle K} test fölött, és legyen {\displaystyle A=\{X^{k}\mid k\in \mathbb {N} \}} a monomok halmaza. Ekkor {\displaystyle A} lineáris burka a polinomok halmaza:
{\displaystyle \operatorname {span} (A)=\left\{\left.\textstyle \sum \limits _{i=0}^{n}\lambda _{i}X^{i}\right|n\in \mathbb {N} ,\lambda _{0},\dotsc ,\lambda _{n}\in K\right\}=K[X]}.

## Forrás
- Gerd Fischer: Lineare Algebra. Eine Einführung für Studienanfänger (Grundkurs Mathematik). 17. Auflage, Vieweg+Teubner-Verlag, Wiesbaden 2010. ISBN 978-3-8348-0996-4, 384 Seiten.

## Fordítás
Ez a szócikk részben vagy egészben  a   Lineare Hülle című német Wikipédia-szócikk fordításán alapul.  Az eredeti cikk szerkesztőit annak laptörténete sorolja fel. Ez a jelzés csupán a megfogalmazás eredetét és a szerzői jogokat jelzi, nem szolgál a cikkben szereplő információk forrásmegjelöléseként.